# Parafia św. Katarzyny w Bachórcu
Parafia św. Katarzyny w Bachórcu – parafia rzymskokatolicka znajdująca się w archidiecezji przemyskiej, w dekanacie Dubiecko. 
Na terenie parafii jest 1188 wiernych (w tym: Bachórzec – 950, Kosztowa – 238).

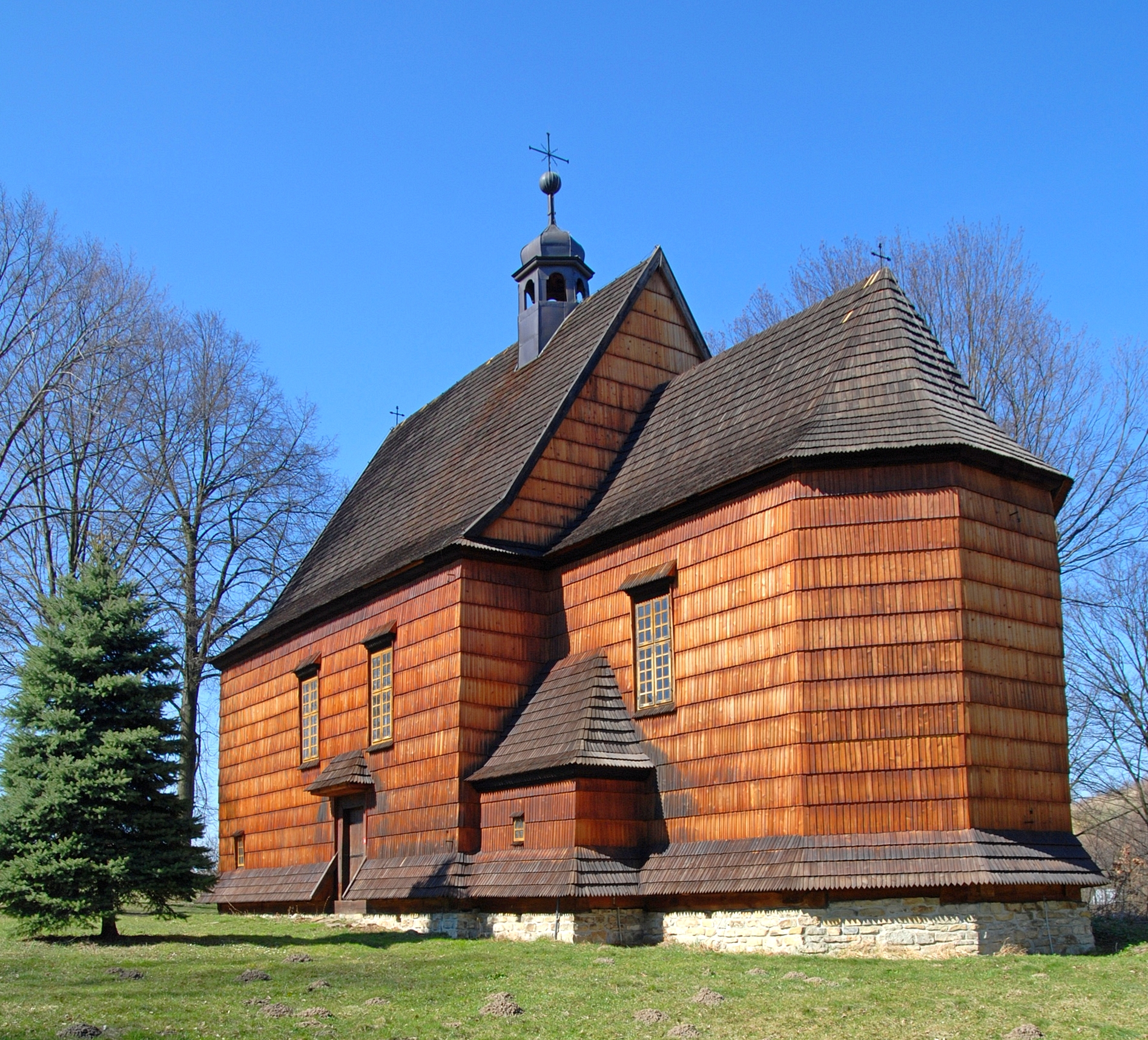
Zabytkowy kościół drewniany